# N-X-L-Nomenklatur
Die N-X-L-Nomenklatur ist eine alternative Nomenklatur für hypervalente Verbindungen. Sie wurde 1980 von Martin und Arduengo vorgeschlagen.
Dabei bezeichnet X das Zentralatom, N die Anzahl Valenzelektronen am Zentralatom und L die Anzahl Liganden am Zentralatom.

## Beispiele
- XeF2, 10-Xe-2
- PCl5, 10-P-5
- SF6, 12-S-6
- IF7, 14-I-7
- IBX, 10-I-4
- DMP, 12-I-5